# 浅野信子
浅野 信子（あさの のぶこ、本名：加藤 信子（かとう のぶこ）、1971年1月30日 - ）は、日本の元フリーアナウンサー。

## 来歴
長野県生まれ。滝高等学校、上智大学卒業。
大学を卒業後、1993年に中部日本放送 (CBC) に入社。同期の神尾純子、高田寛之とともに同局のアナウンサーになる。
1998年10月にCBCを退社し、上京（退社前に結婚した夫が、当時東京電力に勤務していた関係で東京都内に住んでいたため）。以後はセント・フォースに所属し、結婚後の本名でもある加藤信子の名でフリーアナウンサーとして活動していた。
後にアナウンサー業を引退し、外資系PR会社のフライシュマン・ヒラードに勤務。その後、夫の海外転勤を機にNYUに留学。修士号を取得し、世界銀行スタッフに転身する。
帰国後、ジョンソン・エンド・ジョンソンメディカルカンパニーへの勤務を経て、現在は武田薬品工業に広報グローバルヘッドとして勤務している。

## アナウンサー時代の担当番組
- つボイノリオの聞けば聞くほど（CBCラジオ）
- CBCニュースワイド（CBCテレビ）
- BSニュース50（NHK衛星第1テレビ、1999年 - 2000年） - 加藤信子名義で出演。